# Macica człowieka
Macica (łac. uterus) – w anatomii człowieka nieparzysty narząd, o kształcie zbliżonym do spłaszczonej gruszki, służący do przyjęcia zapłodnionego jaja oraz rozwoju płodu i wydalenia go poza ustrój matczyny po zakończeniu rozwoju. Wymiary macicy u kobiety, która nie rodziła, są następujące: długość około 7,5 cm, największa szerokość około 4 cm i grubość około 2,5–3 cm, przy wadze 50–60 g.

## Anatomia
Macica jest położona pośrodku jamy miednicy mniejszej między odbytnicą i pęcherzem moczowym. W macicy wyróżnia się dwie powierzchnie i dwa brzegi. Powierzchnia przednia jest spłaszczona i nosi nazwę powierzchni pęcherzowej, natomiast wypukła powierzchnia tylna stanowi powierzchnię jelitową. Obie powierzchnie schodzą się w brzegu prawym i lewym.

### Podział anatomiczny macicy[3]
- trzon macicy – zbudowany jest głównie z mięśni gładkich. Jego wewnętrzne ściany wyścieła błona śluzowa jamy macicy (endometrium), niezbędna dla zagnieżdżenia zapłodnionej komórki jajowej. W obrębie jamy macicy dojrzewa zarodek, w późniejszym okresie ciąży płód.
- cieśń macicy – kilkumilimetrowa część kanału szyjki, poniżej ujścia wewnętrznego.
- szyjka macicy – zbudowana głównie z elastycznej tkanki łącznej. Śluzówka kanału szyjki produkuje zasadową wydzielinę, ułatwiającą penetrację plemników. W ciężarnej macicy szyjka działa jako zwieracz zamykający jamę macicy.

## Budowa ściany macicy
Ściana macicy jest zbudowana z trzech warstw: błony surowiczej, błony mięśniowej i błony śluzowej.
Błona surowicza (łac. tunica serosa), inaczej omacicze (łac. perimetrium) nie pokrywa całej powierzchni macicy. Błona mięśniowa (łac. tunica muscularis), zwana mięśniem macicznym (łac. myometrium) jest najgrubszą warstwą ściany. Zbudowana jest z włókien mięśniówki gładkiej o bardzo zawiłym przebiegu. Składają się na nią trzy warstwy: zewnętrzna warstwa nadnaczyniowa, środkowa warstwa naczyniowa i wewnętrzna warstwa podnaczyniowa. Błona śluzowa (łac. tunica mucosa, endometrium), inaczej wmacicze leży bezpośrednio na błonie mięśniowej i pokryta jest cylindrycznym nabłonkiem, częściowo migawkowym.

## Układ więzadłowy macicy
Utworzony przez tkanki przymacicze, ich główne pasma biegną jako przymaciczna błona boczna. Aparat więzadłowy tworzą:
- więzadło podstawowe macicy (boczne)
- więzadło krzyżowo-maciczne (inaczej więzadło odbytniczo-maciczne) (tylne)
- więzadło pęcherzowo-maciczne (przednie)
- więzadło obłe macicy
- więzadło szerokie macicy

## Przeszczep macicy
Przeszczep macicy daje nowe możliwości bezpłodnym kobietom, które urodziły się bez tego narządu lub straciły go w wyniku histerektomii. W 2000 r. w Arabii Saudyjskiej wykonano przeszczep macicy, jednak po 99 dniach 26-letniej pacjentce trzeba było usnąć przeszczepiony organ. Powodem były problemy z krzepliwością krwi.
Pierwszy udany przeczep macicy, który zakończył się przyjściem na świat dziecka, wykonano w 2013 roku w Szwecji. We wrześniu 2014 roku urodził się chłopiec, w 32 tygodniu ciąży. Dziecko przyszło na świat poprzez cesarskie cięcie. W dniu narodzin ważyło 1,8 kg.
15 grudnia 2017 roku w Brazylii urodziło się pierwsze dziecko, które pochodziło z macicy pobranej od zmarłej dawczyni. Dziewczynka w chwili porodu ważyła 2550 g. Jej matka to 32-letnia kobieta, która urodziła się bez macicy (cierpi na zespół Mayera-Rokitansky'ego-Küstera-Hausera). Dawczynią była 45-letnia kobieta zmarła na skutek wylewu, matka trójki dzieci.

## Galeria

Żeński układ rozrodczy
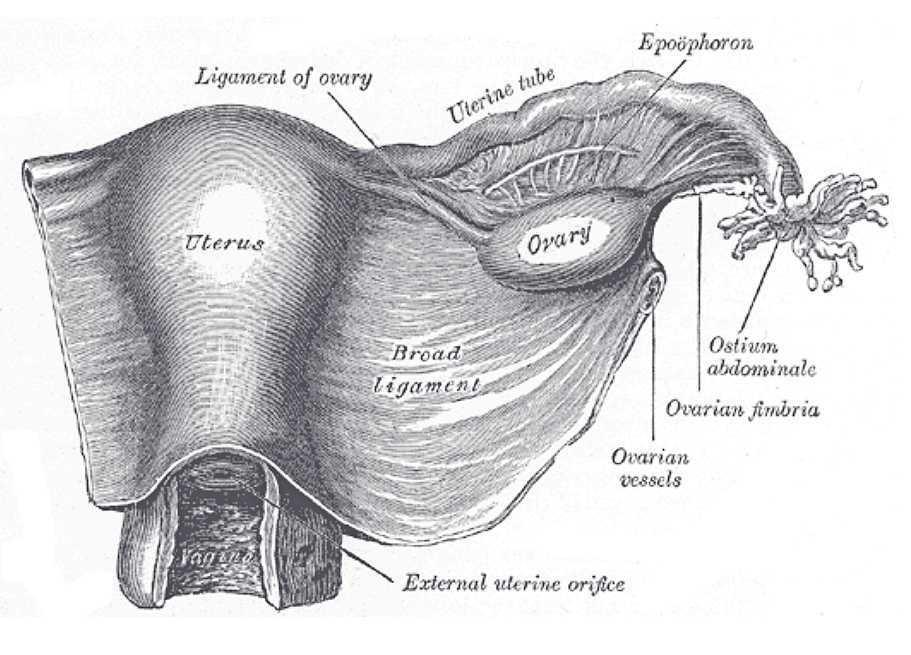
Żeński układ rozrodczy
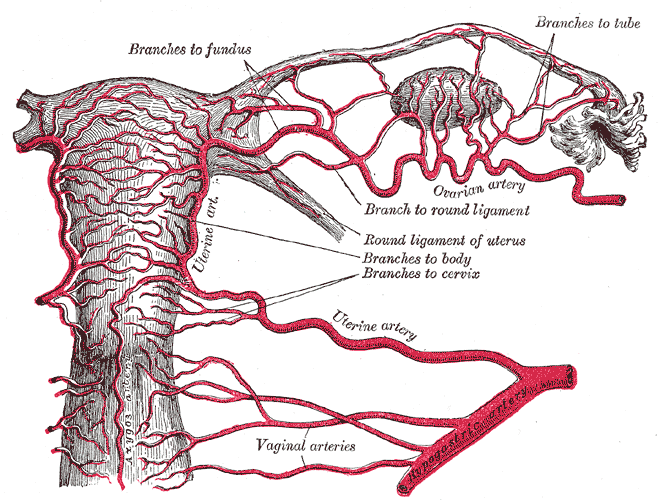
Ukrwienie tętnicze macicy
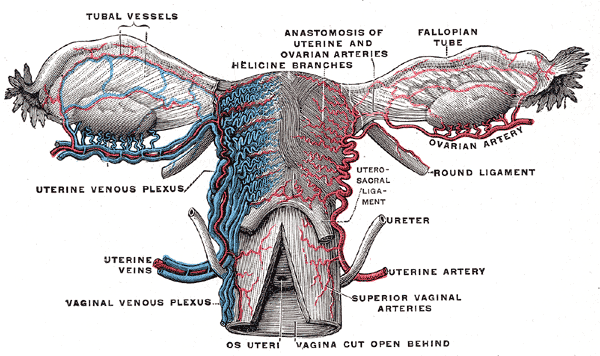
Ukrwienie żylno-tętnicze macicy